# Symfonie nr. 4 (Pärt)
Arvo Pärt voltooide zijn Symfonie nr. 4 Los Angeles in 2008. Het is geschreven in opdracht van Esa-Pekka Salonen en zijn Los Angeles Philharmonic Orchestra, min of meer ter gelegenheid van de (toen) aanstaande breuk tussen die twee. Ook het muziekfestival Ars Musici Australis uit Canberra betaalde mee.
Pärt staat de laatste jaren voornamelijk bekend vanwege zijn sacrale muziek, componeerde zelden voor orkest en dan alleen nog in korte werken. Daarbij kwam dat zijn laatste tot 2008 daterende symfonie, zijn derde, uit 1971 stamt. In dat jaar was hij zelfs nog niet bezig met zijn ommekeer in stijl. Zijn vierde symfonie voor harp, percussie en strijkinstrumenten duurt circa 35 minuten en beleefde haar première op 10 januari 2009 in de Walt Disney Concert Hall te Los Angeles, door de opdrachtgevers. Het werk is opgedragen aan alle (politieke) gevangenen, die anno 21e eeuw onterecht zijn opgesloten in gevangenissen in Siberië met Michail Chodorkovski voorop. Het deed hem waarschijnlijk aan zijn eigen jeugd denken toen tijdens het Sovjet-regime mensen, die ook maar iets op dat regime aanmerkten in de goelags in Siberië en elders werden opgesloten zonder enig uitzicht op eerlijk proces of vrijlating.
Het werk bestaat uit drie delen, waarvan het eerste in twee secties uiteenvalt. De muziek verschilt nauwelijks van zijn sacrale werken. Het tempo van zijn muziek van de laatste decennia is altijd traag. In deel twee zit These Words verwerkt, een eerdere compositie uit 2008. De muziek wordt naar het eind toe steeds dissonanter, dat wordt veroorzaakt door het feit dat de helft van het strijkorkest in majeur speelt, terwijl de andere helft mineur op de notenbalk heeft staan.
De Nederlandse première vindt / vond plaats in Stadskanaal door het Noord Nederlands Orkest o.l.v. Anthony Hermus en wel op 19 november 2009.

## Orkestratie
- harp
- percussie bestaande uit pauken,marimba, crotales, buisklokken, bekkens, triangel, tamtam en grote trom,
- violen, altviolen, celli en contrabassen.

## Discografie
Tot de zomer van 2010 was van dit werk nog geen opname verschenen. Er was wel een (matige) opname zonder beeld beschikbaar op YouTube, waarschijnlijk uit Helsinki. Het orkest zou het Filharmonisch Orkest van Helsinki zijn onder leiding van Cem Mansur op 16 april 2009. Opmerkelijk bij dit werk is, dat de (opvallend lege) partituur openbaar was voordat de eerste uitvoering plaatsvond.
Op 23 augustus 2010 werd de eerste opname door ECM Records op cd uitgebracht. Het bevat de live-opnamen van de eerste uitvoering, die opnamen worden ontsierd door veel bijgeluiden vanuit het orkest (bladzijden omslaan etc.) De cd bevat naast de symfonie ook nog een fragment uit Kanon Pokajanen uit 1997. De uitvoering is verzorgd door het Los Angeles Philharmonic (Symfonie nr. 4) onder leiding van Esa-Pekka Salonen en het Estonian Philharmonic Chambre Choir (Fragment uit Kanon Pokajanen) onder leiding van Tõnu Kaljuste.